# Travemünder Winkel
Als Travemünder Winkel wird ein Gebiet in Schleswig-Holstein bezeichnet.

## Lage
Der Travemünder Winkel liegt zwischen der Ostsee (im Norden), dem Fluss Trave (im Süden und Osten) und Hemmelsdorfer See (im Westen) und gehört zu Lübeck sowie dem Kreis Ostholstein (Gemeinden Ratekau und (in geringem Umfang) Timmendorfer Strand). Der Lübecker Teil wurde ab 1852 durch das Amt Travemünde verwaltet, welches 1879 im Stadt- und Landamt Lübeck aufging. 1935 folgte die Eingemeindung des Lübecker Teils in die Hansestadt Lübeck.
Im Travemünder Winkel liegen
- Lübeck: Travemünde, Brodten, Dummersdorf, Gneversdorf, Herrenwyk, Ivendorf, Kücknitz, Pöppendorf, Teutendorf,
- Gemeinde Ratekau: Grammersdorf, Häven, Kreuzkamp, Warnsdorf und Wilmsdorf.
- Gemeinde Timmendorfer Strand: Niendorf

Dem Travemünder Winkel entspricht der Klützer Winkel auf der anderen Seite der Lübecker Bucht, der landschaftlich ähnlich, aber durch die historischen Besitzverhältnisse (große Güter) anders strukturiert ist.

## Geschichte
Die Jahrhunderte unter geistlicher Herrschaft begünstigten im Travemünder Winkel die Anlage großer, über Generationen im Familienbesitz vererbter Höfe (Hufner). Historisch gesehen wurde der Travemünder Winkel seit dem Mittelalter administrativ und besitzrechtlich vom Lübecker Domkapitel einerseits und vom St-Johannis-Jungfrauen-Kloster zu Lübeck andererseits kontrolliert:

### Lübecker Domkapitel

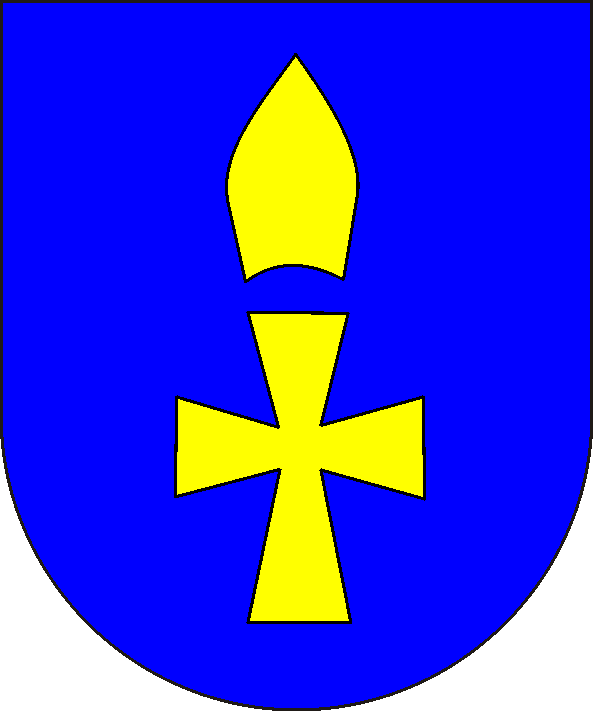
Wappen Hochstift Lübeck

Zum Ende des 18. Jahrhunderts herrschten Zwist und Unstimmigkeit zwischen dem Domkapitel und seinen Untertanen in den dazugehörigen Dörfern. Das Domkapitel forderte ständig höhere Abgaben und Dienste von seinen Untertanen, was in einer Beschwerde vor dem Reichskammergericht mündete. Gemäß Kapitels-Vergleich vom 21. Oktober 1793 werden die von den Untertanen zu erbringenden Abgaben und Dienste genau erfasst und eine Erhöhung derselben für die Zukunft ausgeschlossen. Jeder Hauswirt hat erstmals das Recht, seine Hufe jederzeit zu verkaufen oder zu verpfänden. Die Kapitelsdörfer zahlen für die Befreiung von allen Naturalabgaben und Diensten jedoch 10 Reichstaler je Hufe im Jahr. Somit erlangten die Hufenbesitzer erstmals volles Eigentum an den Äckern und Wiesen.
Mit der Säkularisation des Hochstiftes Lübeck durch den Reichsdeputationshauptschluss 1803 wurde das Stiftsgebiet als Fürstentum Lübeck in ein erbliches weltliches Fürstentum mit Eutin als Residenz umgewandelt und den Herzögen von Oldenburg als Ausgleich für den Verlust des Weser-Zolls zugesprochen. Der im Travemünder Winkel gelegene Besitz wurde geteilt: die Kapitelsdörfer Ivendorf, Brodten, Teutendorf, Gneversdorf und der Hof Dänischburg gingen an die Stadt Lübeck, während Wilmsdorf, Warnsdorf, Häven und Niendorf an Eutin fielen.

### St-Johannis-Jungfrauen-Kloster zu Lübeck bzw. nach 1667 die Freie Hansestadt Lübeck
Die zum St-Johannis-Jungfrauen-Kloster gehörigen Dörfer waren die sogenannten Stiftsdörfer: Dummersdorf, Herrenwik, Kückenitz, Pöppendorf, Siems, Rönnau, Waldhusen und die Hälfte von Teutendorf.

Mit der Lübecker Kirchenordnung hatte sich 1531 die Reformation in Lübeck durchgesetzt. Nur das Johannis-Jungfrauen-Kloster unter seiner Äbtissin Adelheid Brömse hatte sich dem widersetzt und sich nach deren Argumentationslinie über Jahrzehnte erfolgreich unter den Schutz der Reichsunmittelbarkeit gestellt. Erst nach dem Scheitern eines 4-jährigen Prozesses 1667 vor dem Reichskammergericht erkannte das Kloster die Hoheit des Lübecker Rates über seine Ländereien an. Das nunmehr evangelische Damenstift blieb jedoch besitzrechtlich Eigentümerin der Dörfer, die Äbtissin hatte nicht nur Gerichtsbarkeit in den Stiftsdörfern inne, sondern genehmigte auch die Hufenstellenübertragungen auf die nächste Generation. Erst um 1815 ging die Gerichtsbarkeit auf den von der Lübecker Kämmerei eingesetzten Vogt bzw. Stadthauptmann über.

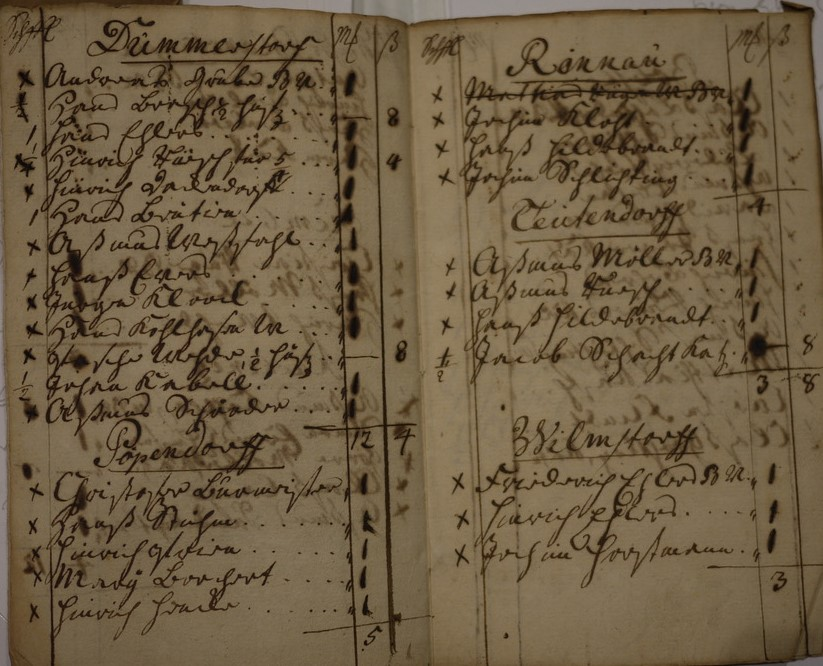
Auszug aus dem Hafer-Register von 1753 des Johannisklosters zu Lübeck (Archiv der Hansestadt Lübeck)

Die Stiftsdörfer hatten jährliche Abgaben und Leistungen je nach Größe der Hufenstelle an das Kloster zu erbringen. Die Naturalleistungen wurden über die Jahrhunderte in Zahlungen wie z. B. Kopfsteuer, Baugeld, Häuer-Geld, Schweine-Geld umgewandelt. Ab 1794 fingen einige Dörfer an (u. a. die im Travemünder Winkel), die Abgabe von Kopfsteuer und Baugeld zu verweigern. Nach Jahren konnte keine Einigung erzielt werden. Erst mit dem Senatsbeschluss im April 1805 wurde das Kloster angehalten, Vergleiche mit den Dörfern zu suchen. Mit den Winkeldörfern gelang dies erst am 3. Februar 1815. Die jahrhundertealte Klausel „Land und Sand dem Kloster vorbehaltlich“ fiel in den Hausbriefen nun weg. Die Hufstellenbesitzer hatten von nun an völliges Eigentumsrecht an ihren Hufen. Dafür zahlen sie dem Kloster eine jährliche Abgabe. Im Gegenzug für die Übertragung des Eigentums erhielten die Dörfer ein Schuld- und Pfandprotokoll.
Von 1761 bis 1769 wurde nach langwierigen Grenzstreitigkeiten vonseiten des Klosters damit begonnen, die Teutendorfer Äcker und Wiesen nachzumessen und zu regulieren. Dieser Vorgang wird allgemein auch mit Verkoppelung bezeichnet. Diese Arbeiten wurden umfangreich durch den Landvermesser Faber dokumentiert. Bei der Neueinteilung der landwirtschaftlichen Nutzflächen kam es zu langjährigen Auseinandersetzungen.
Zum Kloster gehörte auch der Waldhusener Forst mit dem Forsthaus Waldhusen von 1765, welches noch bis 2006 als Försterei genutzt wurde.

## Alte Bauernhöfe im Travemünder Winkel
Die historischen Bauernstellen des Travemünder Winkels stehen zum Teil seit Generationen in bäuerlichem Familienbesitz. Etliche Hofstellen (Hufen) sind auch baulich bemerkenswert und daher als eingetragene Kulturdenkmale geschützt, wobei im Mittelpunkt die historischen Hallenhäuser (Hufenhäuser) stehen. Dabei unterstehen die auf Lübecker Stadtgebiet gelegenen Kulturdenkmale der städtischen Denkmalpflege, die im Kreis Ostholstein gelegenen hingegen der schleswig-holsteinischen Landesdenkmalpflege in Kiel.
| Bauernhöfe / Hufnerstellen | Ort                                                                       | Bauerngeschlecht | Hufenstelle und Gebäude |
| -------------------------- | ------------------------------------------------------------------------- | --- | --- |
|                            | Brodten, Großenhof 10                                                     | Kaarstedt oder Ka(h)rstedt Der Hof war von 1705 bis 1951 im Besitz der Familie - Hans Hinrich Karstedt (⚭ Engel Catharina Lehmkuhl) ist Vollhufner bis 1811, danach übernimmt Peter Hinrich Karstedt (⚭ Anna Elsabe Henk) - Peter Hinrich Karstedt ist Altenteiler, als sein im Mai 1828 in Brodten geborener Sohn, der Schiffer Bahrend Ahrend Hinrich Karstedt, am 2. Januar 1857 auf See in Richtung Reval verunglückt. - Heinrich Karstedt ist Vollhufner um 1900. - Sohn Wilhelm Karstedt heiratet um 1900 Luise Howe (1869–1949), die Tochter von Maurermeister Heinrich Howe, dem Erbauer der Possehl-Villa, Kaiserallee 6. Sie ziehen in die Rose 18 nach Travemünde, wo Wilhelm als Makler für die Terrain-Gesellschaft Neu-Travemünde tätig und Buchhalter der Sparkasse ist. Der Hof ist verpachtet. - Peter Wilhelm Ludwig Karstedt ist 1903 im Travemünder Kirchenvorstand und 1916 im Vorstand der Travemünder Liedertafel. - Erich Karstedt geht 1929 nach Afrika und kehrte nach 1945 mit Frau und zwei Kindern nach Travemünde zurück. | Hufnerhaus Hufnerhaus als Vierständerhaus 1786 erbaut von Hans Hinrich Laste und Engel Catharina Lastehn. Zustand um 1895; "[In Brodten] nur noch ein Haus (Hufner Karstedt) in alter [altsächsischer] Einrichtung. Kein Schornstein, Walmdach, Herd rechts. Der Name Flett [Küche] bekannt, aber nicht mehr im Gebrauch; an den Seiten Küchen- und Kammerthür; Kühe links und Pferde rechts. Bunte Steinsetzungen in Form von Vierecken unter dem Dachrande entlang". Um 1925 ist das Hufnerhaus nicht mehr bewohnt und wird als Scheune genutzt. Das Ziegelmuster zeigt dachseitig links und rechts über dem Torbalken jeweils eine einfache Windmühle auf (keine Muschelkalkabsetzung). Durchgreifend saniert wurde 1981/82 das 1786 erbaute große Hufnerhaus mit Bauerntanz in Brodten, Großenhof 10. Im Inneren erfuhren der bis dahin nach Aufgabe der ehemaligen Stallungen mit der großen Mitteldiele ungenutzt liegende Wirtschaftsteil sowie das Dachgeschoss einen neuen Ausbau unter Berücksichtigung der alten Konstruktionselemente (Architekt Joh. Rehder, Bremen). Daneben fand die gründliche Instandsetzung des Äußeren statt. Das gesamte Reetdach des stattlichen Gebäudes wurde erneuert. Die sachgerechte Wiederherstellung zeigt sich besonders deutlich an der Giebelfront des Wirtschaftsteils mit dem großen Tor und den vielfältigen Füllziegelmustern. Die Hofstelle wurde 1952 an den aus Ostpreußen geflüchteten Helmut Porr verkauft, der dort 30 ha Land bewirtschaftet. Heute kann man dort seinen Urlaub unter Reetdach verbringen.                                   |
|                            | Brodten, Pfingstbusch 2 und 2a                                            | Werner, Brodten Nach vorliegenden Informationen aus der Dorfchronik war die namensgebende Familie seit 1681 ansässig auf dem Wernerschen Hof in Brodten. - A(h)rend Werner (*1740; †1824) erbaut das Hufnerhaus und die linke Scheune 1791. - Hans Hinrich Werner (*1764; †1825) ist Vollhufner und im Jahr 1821 Vorsteher des St Jürgen Siechenhaus, Travemünde. - Ahrend Hinrich Werner ist Vollhufner und seit 1848 Bauernvogt von Brodten. Brodten ist ein selbstbewusstes Dorf; unter der Führung von Arndt Hinrich klagen 1849 einige Kapitelsdörfer gegen die Stadt Lübeck bez. ihrer Befreiung von der Militärsteuer. - Nicolaus Hinrich Werner (*1834) ist Vollhufner seit mindestens 1868. - Hans Werner führt den Hof um 1915. | Hofanlage Das zentrale Gebäude dieser Hofanlage stammt aus dem Jahre 1791 mit der Besonderheit des in 1844 vorgesetzten Querflügels. Dem ursprünglichen Hufnerhaus wurde der zweigeschossige backsteinerne Bau mit sieben Achsen vorgesetzt. Er prägt bis heute das Bild dieses Hofes. Die Scheune links wurde ebenfalls 1791 errichtet. Der Torbalken trägt die Inschrift „Ahrend Werner Soli Deo Gloria 1791“. Das Ziegelmuster soll eine Windmühle enthalten. Zu der Hofstelle gehört ein Backhaus, welches zu einem Wohnhaus umgebaut wurde. Im Januar 1968 legte ein schwerer Sturm die rechte Scheune der bis dahin im großen und ganzen intakt gebliebenen Hofanlage Werner in Brodten nieder. Reetdachausbesserungen erfolgten auch an den geschützten Bauernhäusern in Brodten. Hier wurde die 1791 errichtete Scheune des Hofes Werner für Wohnzwecke unter weitgehender Bewahrung der alten Substanz ausgebaut. 1978 wurde der Hof verkauft, saniert und anschließend in Büroräume der Steuerberatungsgesellschaft Biermann umgestaltet. |
|                            | Brodten, Wedenberg 2                                                      | Möller, Brodten Über die Hufner-Familie Möller ist bisher nicht viel zu erfahren. Dafür mehr über die ehemalige Hufenstelle, die zuerst als Jugenderholungsheim und später Ferienzentrum sowie Seminarort, Theodor-Schwartz-Haus genannt, der Arbeiterwohlfahrt deutschlandweit bekannt wurde und Geschichte geschrieben hat. 1848 ist Christoph Hinrich Friedrich Möller als Hufner genannt, bis mindestens 1868. Als letzter Hoferbe bewirtschaftet Hans Heinrich Möller die Stelle. Sie wird 1927 von der Arbeiterwohlfahrt, Lübeck erworben. | HufnerhausVon der Größe des Hufnerhauses und dem ehemaligen Nebengebäude lässt sich schließen, dass diese Stelle keine Vollhufe war, sondern eine Viertel- oder Halbhufe. Das Hufnerhaus wurde 1803 erbaut. In der Literatur wird eine hübsche Ziegelmusterung genannt, die heute nicht erkennbar ist und wohl durch die Holzverkleidung in der ersten Etage verdeckt sein mag. |
|                            | Gneversdorf, Gneversdorfer Kamp 11 und 11a (vormals Gneversdorfer Weg 97) | Ge(e)rdtz, Gneversdorf Die Gerdtz in Gneversdorf sind ein relativ "junger" Ableger vom Hof Gerdtz in Rönnau. 1868 ist Hans Hinrich Gerdtz als Stellenbesitzer genannt. Hofbesitzer Johannes Gerdtz ist von 1900 bis 1910 Vorsitzender der Travemünder Liedertafel und sitzt 1921 im Kirchenvorstand von St-Lorenz. Hans Heinrich Bassow führt in Lübeck Fackenburger Allee einen Betrieb mit den Sparten Pflanzenproduktion und Landschaftsbau. Ab 1923 übernimmt Bassow als Interimswirt die Gerdtz’sche Stelle und richtet diese auf Gartenbau aus und baut auf dem Howingsbrook eine Baumschule auf. Seit kurz nach dem 2. Weltkrieg übernahm die Hofstelle der Landwirt Dietrich vom Endt und führte mit seinen beiden Söhnen den Betrieb als landwirtschaftlichen Betrieb bis ca' 1960 weiter, wonach die Landwirtschaft aufgegeben wurde. Hierauf wurde der größere Teil des Wirtschaftstrakts vom Wohn- und Wirtschaftshaus (Gneversdorfer Kamp 11/vormals Gneversdorfer Weg 97) abgerissen. | Hufnerhaus (11a) Straßenseitig rechts vor dem "neueren" Wohn- & Wirtschaftsgebäude steht das Hufnerhaus von Hinrich und Anna Beuthien von 1786. Es ist eine Dreiständerkonstruktion mit einer Kübbung, einer Längsdurchfahrt sowie reetgedecktem Krüppelwalmdach. Seit den 1960er Jahren stand das Gebäude seit längerer Zeit leer und verfiel. Der neue Eigentümer führte einen Umbau des Inneren für Wohnzwecke durch. Die Längsdurchfahrt der Dreiständerscheune wurde dabei zur großen Wohndiele umgewandelt, so dass der ehemalige Grundriss auch jetzt noch ablesbar ist, obwohl an der Langseite nach Osten eine Folge neuer Räume entstand. Durch den Ausbau des Daches war die Anlage einer langlaufenden Gaube, die in das Reetdach eingebunden ist, an der Westseite erforderlich. Die neuen Fensterdurchbrüche liegen innerhalb der Gefache und ordnen sich somit der Außenkonstruktion unter. An der östlichen Langseite musste das schadhafte Lehmstakwerk durch Ziegelausmauerung ersetzt werden. In den Giebelfronten, die durch die Verwendung von geometrischen Füllziegelmustern und Balkenverschränkungen besonders reich ausgebildet sind, blieben die großen Toröffnungen bestehen. Durchbau und neue Nutzung bieten die Gewähr für die weitere Erhaltung des ländlichen Baudenkmals (Architekt E. Chr. Fey). |
|                            | Gneversdorf, Gneversdorfer Kamp (vormals Gneversdorfer Weg 99)            | Nau, Gneversdorf Nau ist eine seit mindestens 1610 in Gneversdorf alteingesessene Bauernfamilie, die zu einem der ältesten und bekanntesten im Travemünder Winkel gehört. Immer wieder wirkten Mitglieder dieser Familie, die auch die Bauernvögte und Gemeindevorsteher ihres Dorfes stellten, im kommunalen Leben Travemündes, im Kirchen- und Schulvorstand, der Sparkasse, Liedertafel, dem Gemeinnützigen Verein und der Wohlfahrtspflege mit. - Hinrich Nau, ~ 9.3.1676 in Travemünde, Bauervogt in Gnevsdorf, † 1736, verheiratet mit Anna Elsabe Kohlhaas, Kücknitz - Nau (*1711 - †1761) ⚭ Möller (*1719 - †1759) - Heinrich Nau heiratet 1796 Anna Elsabe (verw.) Ehlers aus Teutendorf - Asmus Daniel Nau (1794 -1862) - Hans Hinrich Daniel Nau (*1817; †1892) war von 1854 bis 1865 Mitglied der Lübecker Bürgerschaft, Vorsteher der Sparkasse zu Travemünde, Mitglied der Steuer-Commission für den Travemünde Landbezirk und Bauernvogt. Friedrich Nau (1851–1932) ist 1903 Bezirkshauptmann der Feuerpolizei im Travemünder Winkel, Vertrauensmann der land- u. forstwirtschaftlichen Berufsgenossenschaft und Gemeindevorsteher sowie Armenpfleger für Gneversdorf. 1910 ist er im Travemünder Gemeindevorstand. Otto Nau (1893–1974) war zwar der letzte Hoferbe, tätig war er jedoch als Haus- u. Hypothekenmakler mit Büro in der Vorderreihe 34. Sein Bruder Ernst (1890–1955) machte die Landwirtschaft bis zum 2. WK. Danach übernahm Neffe Cuno Seemann aus Niederklütz die Hofstelle. | |
|                            | Ivendorf                                                                  | Beuthien oder Beythien, Ivendorf 1628 heiratet Hinrich Beythien in den Hof Schröder ein, wo Hinrich Schröder als erster Besitzer seit 1539 registriert ist. 1708 übernimmt Ties Beutin den Hof. 1745 folgt Sohn Hans Christoph Beutin, der 1793 Christine Elsabe Hildebrandt aus Gneversdorf heiratet. Hinrich Christoph Beuthien (* 25. Dez. 1805; † 27. Feb. 1865) war Vorsteher vom St. Jürgen Siechenhaus. Auf der Gedenktafel für die Gefallenen des Krieges 1870/71 im Vorraum der St. Lorenz-Kirche ist der Füsilier Joh ́s Beythien genannt. 1903 Hermann Daniel Beythien ist im Vorstand der Travemünder Sparkasse und im Gemeindevorstand für Ivendorf. Gustav Beutin führt den Hof ab 1907, fällt aber im 1. Weltkrieg. 1938 übernimmt Sohn Hermann Beythien, der im 2. Weltkrieg in Nord-Afrika fällt. Einziger Erbe ist seine Schwester Elisabeth, die Rolf Peters - der mit seiner Familie am 15.12.1951 aus der DDR nach Ivendorf kam - als Erben einsetzt. Sohn Jan führt den Hof seit 2009. | Wohnhaus Erwähnenswert ist die Haustür mit Oberlicht aus der Entstehungszeit und oberhalb davon die Inschrift „H. C. Beuthien 1835 (?) A. C. Beuthien“ in Stein. Zum Hof gehört der Campingplatz Ivendorf am Frankenkrogweg 2–4, der seit 1960er Jahren betrieben wird. |
|                            | Ivendorf, Ivendorfer Landstraße 62                                        | Frähmcke, Ivendorf Auf dem Hof wird als erster Lorenz Sternberg erwähnt, der bis 1539 den Hof bewirtschaftet. 1693 heiratet Hinrich Frähmcke in den Hof ein. 1861 war Hinrich Friedrich Frähmcke im Gemeindevorstand der Travemünder St.-Lorenz-Kirche. Hans Heinrich Bernhard Frähmcke ist 1903 Travemünder und Vorsitzender Gemeindewegeschauer in Ivendorf. | HofanlageAuffallend in der Hofgestaltung sind die für 1820 moderne physische Trennung von Tierhaltung und Wohnbereich und der Verzicht vom Bauerntanz bei der Konstruktion der Fachwerkscheune, welcher die Hufnerhäuser im Travemünder Winkel von ca. 1750 bis 1810 so stark prägte, hin zu mehr Funktionalität. Hans Hinrich Frähmcke baute 1820 die große Fachwerkscheune auf dem Hof und 1823 das neue Wohnhaus an heutiger Stelle. WohnhausEs ist ein zweigeschossiger klassizistischer Backsteinbreitbau von sieben Achsen mit Pfannenwalmdach. Haustür mit Oberlicht und die zweiflügeligen Sprossenfenster mit zweiflügeligem Oberlicht aus der Entstehungszeit. Das alte Hufnerhaus soll parallel zur Steinmauer, an der Seite zum Hof Beythien gestanden haben. Zu dem Hof gehört das Altenteil, welches an der Ivendorfer Landstraße gelegen ist. Es wurde später verkauft und ist jetzt das Hotel und Restaurant Grüner Jäger. |
|                            | Teutendorf, (heute) Bollbrügg 26                                          | Ehlers, Teutendorf (Anteil Lübecker Domkapitel) Im Jahre 1529 wird in den Akten des Domkapitels zu Lübeck Martin Hinrich Ehlers in Tödtendorf anstelle von Hans Wittenborch (1527) als Stellenbesitzer erwähnt. 1677–1717 ist Jochim Ehlers Besitzer der Vollhufe. Er heiratet 1677 Dorothea Amtmann. 1717 übernimmt Hans Ehlers (geb. 1678) mit 39 Jahren als jüngster (im DK gilt Jüngsten-Erbrecht) Sohn die Vollhufe. 1740–1765 Hans H(e)inrich Ehlers (26.10.1724 - † um 1765(?)) erhält die Hufe am 4.11.1740 von seinem Schwiegervater Hinrich Ruesch (Vormund). 1765–1781 Johann Hinrich Bahr (Baar) übernimmt am 04.05.1765 die Vollhufe von Hans H(e)inrich Ehlers wohl als Vormund. 1796 lebte Stelleninhaber Jacob Friedrich Ehlers (* Nov. 1752 in Teutendorf; † 1796) verfrüht ab. Der Hoferbe Hans Wilhelm Ehlers (* 9. Juni 1791 in Teutendorf; † 27. November 1875 in Teutendorf) war erst 5 Jahre alt. Wie oftmals üblich wurde der Hof dann bis zur Volljährigkeit des Erben verpachtet, wie hier an Johann Peter Langmaack. Im Januar 1847 wird der Stammfolger Hermann Heinrich Friedrich Ehlers geboren. Über elf Generationen wird die Vollhufe von den Ehlers geführt (zuletzt Hermann Heinrich Friedrich Ehlers), bis sie im Juni 1890 an den späteren Schwiegersohn Otto Waldemar Klobke verkauft werden musste. | Hufenstelle(n)1841 wird die Vollhufe No IX mit Ländereien von ca. 50 Tonnen Saat- und Ackerland und ca. 3 Tonnen Wiesenland sowie einem Wohnhaus, einer Scheune, einer Kate (wohl das Altenteil) und einem Backhaus angegeben. 1858 kauft Mathias Hinrich Wilhelm Ehlers die Halbhufe No XI mit 19 ha von Joachim Hinrich Möller (ehemals Ernst). Um 1872 bestand die Vollhufe No IX aus dem Wohnhaus (8-Fach/80 Fuß = 25 m), einer Scheune (5-Fach), einer Kate (4-Fach) und einem Backhaus. Sie lag zwischen den Stellen von Joh. Detlef Möller und Hans Peter Schwecker. Hufnerhaus Im Juni 1797 wird die Scheune (in der Literatur als Hufnerhaus erwähnt, S. 131) vom Interimswirt Johann Peter Langmaack und Margreta Elisabeth Langmaack fertiggestellt (Inschrift über dem großen Tor der Scheune). Es ist ein prachtvolles Exemplar mit ausgeprägtem Bauerntanz, welches fast der Wilmsdorfer Ehlers Scheune von 1791 im Freilichtmuseum Molfsee bei Kiel gleichkommt. Hermann Heinrich Ehlers beabsichtigt 1872 Catharine Sophie Eliese, die Tochter von Heinrich Friedrich Ruesch zu heiraten. Er muss dafür jedoch ein modernes Wohnhaus errichten, welches 1880 fertiggestellt wird. Das alte Hufnerhaus wird zur Scheune umfunktioniert. Auch der Lübecker Maler und Zeichner Leopold Thieme (* 15. Juli 1880 in Rochlitz; † Mai 1963 in Lübeck) widmete sich um 1925 dem Gebäude als Motiv für eine seiner Federzeichnungen mit dem Titel „Scheune in Teutendorf zum Gehöft Klobke“ im Lübecker Heimatbuch. 1968 wurde die Scheune abgerissen und durch einen schlichten Neubau ersetzt. |
|                            | Teutendorf, (heute) Bollbrügg 9                                           | Ruesch, Teutendorf Die Familie Ruesch gehört zu den alteingesessenen Vollhufnern in Teutendorf, die ihre Hufe über Generationen weitergegeben haben. Einige Male überkreuzten sich die Ehlers-Linie-Teutendorf und die Ehlers-Linie-Wilmsdorf mit den Rueschs in Teutendorf.Hinrich Ruesch (* um 1751; †16.01.1837 in Teutendorf) ⚭ Sophia Elisabeth Niemann. Peter Hinrich Ruesch (* um 1795; † 6. Mai 1856) ⚭ Engel Catharina Ehlers (*1798 in Wilmsdorf - †2.12.1860 in Kiel), Tochter von Bauernvogt Ehlers, Wilmsdorf. Er engagiert sich stark im Travemünder Gemeinschaftsleben. 1841 ist Peter Hinrich Ruesch Hauptmann im 5. Bataillon (Landwehr-Bezirk Travemünde, 14. Compagnie). Er ist auch Mitbegründer der Travemünder Liedertafel, die am 7. Januar 1843 auf Initiative des Lehrers A. H. Taht ins Leben gerufen wird. Peter Hinrich wird bald über die Travemünder Grenzen hinweg bekannt und gewinnt in Lübeck an Einfluss. 1845 wird er Direktor des Lübecker Feuerversicherungs-Vereins der Landbewohner für den Burgtor-Distrikt. Er hatte wohl auch Ambitionen, Mitglied der Lübecker Bürgerschaft zu werden. Im Revolutionsjahr 1848 wird die Verfassung von Lübeck neu erstellt. Peter Hinrich vertritt bei der Wahl der Lübecker Bürgerschaft die Landsleute des Travemünder Bezirks und ist einer der drei Leiter der Wahlversammlung in einem der vier Quartiere (Stadtteile der Lübecker Altstadt) im Mai desselben Jahres. Die Vertreter werden für 8 Jahre gewählt, er selbst jedoch nicht. Sohn Heinrich Friedrich Ruesch (*19.02.1822; †1906) ist 1854 Mitglied der Direktion des Lübecker Feuerversicherungs-Verein der Landbewohner und ab Juli 1857 Mitglied der Lübecker Bürgerschaft. Seit 1861 ist er auch Vorsteher des „Gemeinnützigen Vereins der Travemünder Liedertafel“. | Hufenstelle(n)1817 übernimmt Peter Hinrich Ruesch die Hufenstelle und wird dafür frühzeitig als volljährig erklärt. Im Jahr 1825 vergrößert sich Peter Hinrich und kauft die Vollhufe von Jürgen Hinrich Kasche in Teutendorf. Wohnhaus 1833 erbaute Peter Hinrich Ruesch das beeindruckende Teutendorfer Wohnhaus in zweigeschossiger klassizistischer Backsteinbauweise, dessen Treppenaufgang steht unter Denkmalschutz. Das Gebäude gilt als Beispiel für den „ländlich herrschaftlichen Wohnbau großer Höfe“ in Ostholstein. Peter Hinrich scheint ein besonderer Charakter gewesen zu sein. Von Anne von Essen (geb. Plötze-Martin), die Mitte der 1980er Jahre auf dem Hof lebte, ist folgendes überliefert: „Herrschaftlich soll Peter Hinrich Ruesch auch gelebt haben. Bekannt ist, daß er zu Familienfeiern gerne die Speisen vom Ratskeller aus Lübeck kommen ließ. Man kann sich vorstellen, was das damals für einen Aufwand bedeutete. Herr Ruesch liebte es auch, auf seinem Schimmel an der Moorbäk entlang zu reiten. Noch heute sagt die Legende, er reite dort in der Silvesternacht auf seinem Schimmel. Auch den Treppenaufgang seines schönen Hauses soll er hinauf geritten sein.“ Es ist wohl der älteste der vier in Teutendorf klassizistisch geprägten Höfe (Bollbrügg 7, 9, 26 und 31). Heute Plötze-Martin. |
|                            | Warnsdorf                                                                 | Böbs, Warnsdorf Familie Bobes, später Böbs ist seit ca. 1430 in Warnsdorf ansässig. Jacob Böbs (* 1719) (⚭ Anna Margaretha Offendörp) Hans Hinrich Böbs (1759–1822) heiratet 1789 Anna Catherina Elisabetha Bringmann in 1. Ehe aus Brodten. Er erbaut zusammen mit seiner Frau das Hufnerhaus von 1792. Hans Heinrich Böbs (1796–1871) (⚭ C.S.E. Hecht) geht nach Lübeck. Aus der 2. Ehe mit Christina Catharina Wilms (1777–1853) stammt Hoferbe Arend Christian Hinrich Böbs (1804–1867). Arend Christian Hinrich Böbs (⚭ Anna Catharina Krahn (1804–1845)) ist 1850 Mitbegründer der Sparkasse Travemünde. Carl Christoph Julius Böbs (1835–1918) heiratet J.M.M. Eißfeldt aus Travemünde (Tochter vom Apotheker und Sparkassenvorstand Eißfeldt). | Hufnerhaus Inschrift über dem Tor des Hufnerhauses „Hans Hinrich Böbs, Anna Catrina Böbs. Anno 1792“. Abriss nach 1952. Wohnhaus „Hans Heinrich Böbs Anna Catharina Böbsen 1836.“, so steht es über der Eingangstür des alten Wohnhauses in Warnsdorf. |
|                            | Wilmsdorf                                                                 | Ehlers, Wilmsdorf Der Name Ehlers wird erstmals in der zweiten Hälfte des 17. Jahrhunderts in Wilmsdorf erwähnt. Vermutlich ist die Wilmsdorf-Linie ein Abzweig der Ehlers-Teutendorf-Linie. In dem Ratekauer Kirchenbuch werden der Bauernvogt Asmus Ehlers (Kirchgeschworener bzw. Kirchenjurat seit 1724) und sein Bruder Jacob Ehlers genannt. Asmus wird am 6. Nov. 1705 vom St-Johannis-Jungfrauen-Kloster als Bauernvogt von Wilmsdorf vereidigt. Asmus’ jüngster Sohn, Friedrich Carl Ehlers wird am 10. April 1715 geboren. In der ersten Ehe heiratet er am 8. Oktober 1747 Sophie Elisabeth Krahn, Tochter des Bauernvogt Krahn im Nachbardorf Offendorf. Man heiratete wohl streng in seinem Stand. Nach den Gesetzten im Hochstift Lübeck führt der jüngste Sohn die Hofstelle weiter. Mit der Heirat wird üblicherweise die Stelle übertragen. Friedrich Carl wird Stellenbesitzer und auch Bauernvogt von Wilmsdorf. Hoferbe Friedrich Carl Ehlers (jun.) (um 1750 geboren, 3. Kind aus der ersten Ehe und vor der Volkszählung von 1819 gestorben) heiratet 1785 (seine Cousine) Anna Catharina Krahn (geb. 1762) aus Grammersdorf. Die Familie ist gut situiert und hat enge Verbindungen nach Schwartau, wo Friedrich Carl ein Haus am Töpferberg besitzt und seinen Lebensabend verbringt. Bauernvogt Hinrich Friedrich Ehlers (geb. 1789) heiratet Anna Catharina Muuss. Es scheint keinen Erbfolger gegeben zu haben. Im Herbst 1833 verkauft Hinrich Friedrich Ehlers die Vollhufe. | HofanlageDie Ansichtskarte zeigt das zweistöckige Wohnhaus von 1790 mit fünf Achsen und rechts für die Zeit modernen Kuhstall. Das Hufnerhaus steht weiter rechts vom Kuhstall. Hufnerhaus Im Jahr 1791 ließen Friedrich Carl und Anna Catharina Ehlers dieses Hallenhaus (so steht es über der Groot-Dör) in Wilmsdorf am Hemmelsdorfer See auf dem Friesenholm erbauen. Sie ist mit ihrer Größe 14-Fach und Verzierungen wohl einmalig. „Im ehemaligen Hochstift Lübeck als auch im Lübecker Raum waren Zierformen im Giebel in Ziegel- und Balkensetzung üblich. Hier sind die teilweise zurückgesetzten Ziegel mit Muschelkalk ausgeputzt. Die Ziegelfiguren lassen "Rispen", "Windmühle" und ‚Donnerbesen‘ (oder Palmbesen) erkennen, der Fachwerkverband den ‚Wilden Mann‘ und den ‚Bauerntanz‘. Diese Motive sind heidnische und christliche Symbole.“ Die Wilmsdorfer Windmühlenziegelsetzung zeigt eine Bockmühle.Kurz vor ihrem endgültigen Verfall schenkte das Ehepaar Behr dieses prägnante Beispiel einer historischen bäuerlichen Bauweise an das Freilichtmuseum. Die Scheune wurde 1972 abgetragen, in ihre Einzelteile zerlegt, nummeriert und in dem im Aufbau begriffenen Schleswig Holsteinischen Freilichtmuseum Molfsee bei Kiel wieder aufgestellt. |
|                            |                                                                           | | |

## Sozial- und Gemeinnützige Einrichtungen

### St. Jürgen Siechenhaus
Das mittelalterliche St. Jürgen-Siechenhaus, an der Siechenbucht vor den Toren von Travemünde gelegen, wurde vor 1289 gegründet und war ein ehemaliges Siechenhaus für Aussätzige, z. B. Lepra- und Pestkranke, Eines von 24 im Schleswig-Holsteiner und Hamburger Raum bekannten Leprosorien, benannt nach St. Georg, niederdeutsch St. Jörg bzw. St. Jürgen. So hieß der Schutzpatron aller bisher bekannten Leprosorien.
Es war zur Aufnahme von acht Personen bestimmt und wurde von einem fünf-köpfigen Vorstand bestehend aus drei Travemünder Persönlichkeiten (Vorsitzender war später automatisch der Vorsitzende des Travemünder Gemeindevorstands) und zwei Vollhufnern aus dem Travemünder Landbezirk (jeweils auf acht Jahre gewählt):
- Gneversdorf (Franck, Nau),
- Brodten (Brinckmann, Werner),
- Ivendorf (Beythien) und
- Rönnau (Hildebrandt, Gerdtz) verwaltet.

### Travemünder Liedertafel von 1843
Die Sänger-Bewegung war in Deutschland in vollem Aufschwung und das erfolgreiche 1. Norddeutsche Sängerfest in Lübeck 1839 noch in sehr guter Erinnerung. Liedertafeln wurden überall in Deutschland gegründet, um das gemeinsame Interesse unter Gleichgesinnten, unabhängig von Beruf und Stellung an der Liebe zum Gesang zu pflegen. Initiator der Travemünder Liedertafel war der Travemünder Lehrer August Heinrich Taht. Gegründet wurde sie am 7. Januar 1843 im Gasthaus Zornig in der Vorderreihe. Neben Travemünder Persönlichkeiten wie Badearzt Lieboldt und Pastor Heinrich Wilhelm Eschenburg gehörten auch einige „Winkel-Vollhufner“ zu den Gründungsvätern wie Hans Hinrich Daniel Nau, Peter Hinrich Ruesch, Gerdtz (Rönnau).

### Gemeinnützige Verein der Travemünder Liedertafel von 1848
Im November 1848 wurde von Mitgliedern der Sängergruppe unter Leitung von Pastor Heller der Gemeinnützige Verein der Travemünder Liedertafel aus der Taufe gehoben. Neben Lieboldt als erstem Sekretär waren Berner, Hans Hinrich Daniel Nau (Gneversdorf), Boutin (Ovendorf), Peter Hinrich Ruesch (Teutendorf) Mitvorstände, Das Erkennungszeichen der Gemeinnützigen ist der Bienenkorb. Dieser findet sich auf einigen Grabsteinen der Gründungsfamilien wieder.
Sparkasse zu Travemünde
Zum Wohlwollen der Travemünder Einwohner entschloss sich eine Anzahl der Gemeinnützigen Vereinsmitglieder der Travemünder Liedertafel, am 29. Juni 1850 die Sparkasse zu Travemünde zu gründen. Der Anstoß war ein Vortrag von Apotheker Eißfeldt. Dabei waren Arend Christian Hinrich Böbs aus Warnsdorf und Hans Hinrich Daniel Nau aus Gneversdorf.

1937 übernimmt die Sparkasse zu Lübeck das kleine Travemünder Pendant.

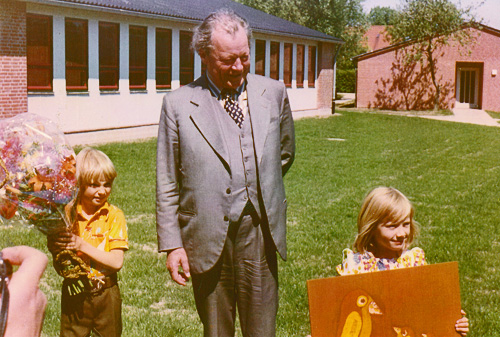
Willy Brandt 1975 bei Einweihung der ehemaligen SPD-Parteibaracken aus Bonn am Theodor-Schwartz-Haus (Foto: Archiv Theodor-Schwartz-Haus / G-V-T).

### Theodor-Schwartz-Haus
Das Theodor-Schwartz-Haus besteht als Einrichtung der Arbeiterwohlfahrt bereits seit 1929. Der Name erinnert an den Lübecker Theodor Schwartz, der noch vor 1918 als erster Sozialdemokrat der Hansestadt in den Reichstag gewählt wurde. 1930 fand dort die erste Lübecker „Kinderrepublik“ der Reichsarbeitsgemeinschaft der Kinderfreunde im Zeltlager statt, wo auch der sechzehnjährige Herbert Frahm (später Willy Brandt) als Kinder-Schauspieler der Lübecker Falken zur Unterhaltung der Zeltlager-Kinder teilnahm.
Seit 1992 ist das Theodor-Schwartz-Haus eine Ferienstätte der AWO Schleswig-Holstein und der gemeinnützigen Familienerholung verpflichtet. Heute sind auf dem Gelände 11 Apartmenthäuser mit 111 Betten. Die Apartmenthäuser sowie das Seminarhaus sind die früheren SPD-Parteibaracken aus Bonn, die nach Brodten gebracht und 1975 von Willy Brandt eingeweiht wurden.

## Kulturhistorische Landschaftsbestandteile
Aus dem Landschaftsplan der Hansestadt Lübeck (mit Erhebungsbogen-Nr.):
60 Haufendorf Ivendorf
61 Windmühle in Rönnau
62 Hofanlagen Teutendorf
63 Dorfteich Teutendorf
64 Ziegeleiteiche Nördl. Travemunde
65 Mühlenhügel in Gneversdorf
66 Haufendorf Gneversdorf
67 Kopfweidenreihe bei Gneversdorf
69 Hofanlage Evershof
70 Bahntrasse bei Brodten
71 Angerdorf Brodten
72 Eschenniederwald bei Brodten

## Persönlichkeiten
- Johann Hinrich Meyer, Schiffszimmermeister (* 3. Februar 1761 in Teutendorf; † 26. Juli 1850 in Lübeck)
- Peter Hinrich Ruesch, Vollhufner, Major 5. Bataillon Landwehr-Bezirk Travemünde (* um 1795 in Teutendorf; † 6. Mai 1856)
- Dr Balthasar Ludwig Heller (Pastor), (* 25. April 1805 in Lübeck; † 29. Juni 1878 ebenda) Prediger ab 1836, Hauptpastor 1853–1878 an der St. Lorenz-Kirche, Travemünde
- Friedrich Lieboldt, vollständig Paul Friedrich Arnold Lieboldt (* 14. Juli 1806 in Lübeck; † 28. Januar 1878 ebenda) war ein deutscher Mediziner und Badearzt in Travemünde
- Hans Hinrich Daniel Nau (* 1817; † 1892), Mitglied der Lübecker Bürgerschaft, Vorsteher der Sparkasse zu Travemünde und Bauernvogt zu Gneversdorf.
- Wilhelm Gädeke (* 18. April 1831 in Lübeck; † 14. November 1909 ebenda) war ein deutscher Jurist und Abgeordneter. Er war der letzte Amtsverwalter im Amt Travemünde.

## Sonstiges
Im Travemünder Winkel befindet sich das 1996 ausgewiesene Landschaftsschutzgebiet „Travemünder Winkel“; es umfasst eine Fläche von rund 1.350 Hektar. Es wird von der Rönnau (Trave) und der Moorbek (Trave) durchflossen.